# Robert Wells (Komponist)
Robert Wells (* 6. April 1962 in Solna) ist ein schwedischer Komponist, Pianist und Entertainer. 

## Leben und Wirken
Er besuchte die Musikhochschule Stockholm und bewegt sich im Musikgenre Klassik-Rock. Bekannt wurde er in Skandinavien für seine Konzertreihe „Rhapsody in Rock“. Robert Wells arbeitete unter anderem mit Alice Babs, Peter Maffay, Paul Carrack, Carola Häggkvist und Albert Lee zusammen. Beim Eurovision Song Contest 2010 begleitete er als Pianist den Beitrag der belarussischen Formation 3+2.

## Diskografie

### Alben
- 1987: Robert Wells
- 1988: The Way I Feel
- 1989: Rhapsody in Rock I
- 1990: Rhapsody in Rock II
- 1991: Dubbelpianisterna – Hör och Häpna
- 1993: Rhapsody in Rock III
- 1994: Robert Wells I Finland
- 1996: Norman & Wells
- 1996: Nordisk Rapsodi
- 1998: Rhapsody in Rock Complete
- 2000: World Wide Wells
- 2000: Jingle Wells
- 2001: Rhapsody in Rock – Completely Live
- 2002: Robert Wells – Väljer sina klassiska favoriter
- 2003: Rhapsody in Rock the Complete Collection
- 2004: Rhapsody in Rock – The Anniversary
- 2006: Robert Wells – Full House Boogie
- 2013: A Tribute to Charlie (Robert Wells Trio)

### Singles
- 1995: Robert Wells Trio
- 1997: Spanish Rhapsody
- 2000: Rockaria
- 2003: Sofia Källgren & Robert Wells – My Love

### Videoalben
- 2002: Rhapsody in Rock – The Stadium Tour 2002
- 2004: Rhapsody in Rock – The Anniversary Tour
- 2005: Rhapsody in Rock – The 2005 Summer Tour

## Bücher
- 2003: Mitt Liv Som Komphund
- 2006: Rhapsody in Rock – Piano – Vol 1